# Chapelle Notre-Dame de la Roca de Nyer
La chapelle Notre-Dame de la Roca de Nyer (en catalan : Santa Maria de la Roca de Nyer) est un édifice religieux situé à Nyer, dans le département français des Pyrénées-Orientales, en région Occitanie.

## Description
L'église est située sur une roche escarpée au-dessus de la rivière de Mantet, accolée au château de la Roca d'Anyer, au sud-est du village de Nyer. Elle est composée d'une nef unique terminée dont la paroi donnant sur le vide est tenue par des contreforts. Son plafond est voûté en plein cintre et son toit présente un clocheton,. Le retable est précédé par une grille en fer qui le sépare du reste de la nef.

## Histoire
L'édifice n'est mentionné pour la première fois qu'en 1633, mais sa position proche du château de la Roca d'Anyer laisse supposer une construction plus ancienne. La tradition attribue sa construction à l'apparition d'une image de la Vierge dans une grotte de l'autre coté de la rivière de Mantet, où il était trop difficile de construire une chapelle, alors elle a été érigée sur son emplacement actuel. La chapelle est élargie durant le XVIIe siècle et réaménagée au début du XVIIIe siècle sous la direction du procureur de la baronnie. On lui attribue divers miracles, ce qui a nourri la dévotion des habitants envers la chapelle, exprimée sous la forme d'ex-votos. On s'y rend le 8 septembre, le 25 mars et les lundis de Pâques et de la Pentecôte.